# Mistrovství Evropy juniorů v atletice 1989
10. Mistrovství Evropy juniorů v atletice – sportovní závod organizovaný EAA se konal v Jugoslávii (nyní Chorvatsko) a to ve Varaždínu. Závod s odehrál od 24. srpna – 27. srpna 1989.

## Výsledky

### Muži
| Soutěž              | Zlato                                                                                | Výkon    | Stříbro                                                                      | Výkon    | Bronz                                                                                   | Výkon    |
| 100 m               | Alexandr Šlyčkov                                                                     | 10,48    | Marek Zalewski                                                               | 10,52    | Jason Livingston                                                                        | 10,57    |
| 200 m               | Marek Zalewski                                                                       | 21,06    | Alexandr Šlyčkov                                                             | 21,37    | Leif Jonsson                                                                            | 21,41    |
| 400 m               | Wayne McDonald                                                                       | 47,27    | Jan Lenzke                                                                   | 47,30    | Dmitrij Golovastov                                                                      | 47,31    |
| 800 m               | Craig Winrow                                                                         | 1:50,01  | Paul Burgess                                                                 | 1:50,18  | Václav Hřích                                                                            | 1:50,22  |
| 1500 m              | Michael Kluwe                                                                        | 3:45,19  | Marco Barbone                                                                | 3:45,23  | Morgan Tollofsén                                                                        | 3:45,34  |
| 5000 m              | Carsten Eich                                                                         | 14:00,76 | John Mayock                                                                  | 14:11,05 | Jon Dennis                                                                              | 14:11,18 |
| 10 000 m            | Christian Leuprecht                                                                  | 29:04,06 | Laurent Saudrais                                                             | 29:07,99 | Vincenzo Modica                                                                         | 29:33,28 |
| Běh na 20 000 metrů | Dirk Nürnberger                                                                      | 1:01:55  | Dmitrij Solovjov                                                             | 1:02:11  | Giacomo Leone                                                                           | 1:02:23  |
| 110 m překážek      | Antti Haapakoski                                                                     | 14,03    | Sébastien Thibault                                                           | 14,14    | Dario Volturara                                                                         | 14,28    |
| 400 m překážek      | Enzo Franciosi                                                                       | 50,69    | Vjačeslav Orinčuk                                                            | 50,96    | Radek Bartakovič                                                                        | 51,16    |
| 3000 m překážek     | Angelo Giardiello                                                                    | 8:53,60  | Spencer Duval                                                                | 8:54,68  | Kim Bauermeister                                                                        | 8:56,36  |
| Štafeta 4 × 100 m   | Polsko Piotr Cywiński Sławomir Kusikowski Marek Zalewski Robert Maćkowiak            | 40,00    | Spojené království Steven Gookey John Kenny Wayne Griffith Jason Livingstone | 40,11    | Sovětský svaz Eduard Krasnov Alexandr Šlyčkov Viktor Zjabkin Anavar Kučmuradov          | 40,39    |
| Štafeta 4 × 400 m   | Sovětský svaz Alexandr Angelov Stanislav Gabidulin Pjotr Železnyj Dmitrij Golovastov | 3:10,14  | NDR Karsten Leuteritz Gunnar Schmidt Ralf Baxmann Jan Lenzke                 | 3:10,27  | Bulharská lidová republika Dian Ivanov Dian Petkov Dimitar Kolev Konstantin Babalievski | 3:11,10  |
| Chůze na 10 000 m   | Valentí Massana                                                                      | 40:14,17 | German Nieto                                                                 | 40:37,47 | Rišat Šafikov                                                                           | 41:38,47 |
| Skok do výšky       | Mats Kollbrink                                                                       | 2,26 m   | Stevan Zorić                                                                 | 2,22 m   | Wolfgang Kreißig                                                                        | 2,20 m   |
| Skok o tyči         | Maxim Tarasov                                                                        | 5,60 m   | Igor Zajcev                                                                  | 5,45 m   | Olli-Pekka Mattila                                                                      | 5,25 m   |
| Skok daleký         | Peter Oldin                                                                          | 7,92 m   | Wayne Griffith                                                               | 7,84 m   | Rudi van Lancker                                                                        | 7,79 m   |
| Trojskok            | Děnis Kapustin                                                                       | 16,63 m  | Sergej Bykov                                                                 | 16,53 m  | Mario Quintero                                                                          | 16,18 m  |
| Vrh koulí           | Olexandr Klymenko                                                                    | 19,38 m  | Dirk Preuß                                                                   | 18,20 m  | Matthew Simson                                                                          | 18,11 m  |
| Hod diskem          | Andreas Selling                                                                      | 59,10 m  | Ioan Oprea                                                                   | 54,72 m  | Gennadij Pronko                                                                         | 54,22 m  |
| Hod kladivem        | Sergej Kirmasov                                                                      | 72,68 m  | Savas Saritzoglou                                                            | 67,68 m  | Igor Fjodorov                                                                           | 67,44 m  |
| Hod oštěpem         | Vladimir Ovčinnikov                                                                  | 76,96 m  | Jarkko Kinnunen                                                              | 74,44 m  | Andrej Ševčuk                                                                           | 73,04 m  |
| Desetiboj           | Michael Kohnle                                                                       | 8 114    | Norbert Lempe                                                                | 7 586    | David Bigham                                                                            | 7 446    |

### Ženy
| Soutěž            | Zlato                                                                           | Výkon    | Stříbro                                                                                 | Výkon    | Bronz                                                                                        | Výkon    |
| 100 m             | Odiah Sidibé                                                                    | 11,41    | Zoja Tauriňová                                                                          | 11,48    | Manuela Derrová                                                                              | 11,51    |
| 200 m             | Manuela Derrová                                                                 | 23,39    | Jana Schönenbergerová                                                                   | 23,49    | Zoja Tauriňová                                                                               | 23,66    |
| 400 m             | Anke Wöhlková                                                                   | 52,74    | Elena Solcanová                                                                         | 52,90    | Julia Merinová                                                                               | 53,57    |
| 800 m             | Birthe Bruhnsová                                                                | 2:01,86  | Denisa Zawelca                                                                          | 2:02,99  | Stella Jongmansová                                                                           | 2:04,16  |
| 1500 m            | Snežana Pajkićová                                                               | 4:13,34  | Anke Schäningová                                                                        | 4:14,29  | Olga Jegorovová                                                                              | 4:14,76  |
| 3000 m            | Olga Nazarkina                                                                  | 9:08,41  | Anke Schäningová                                                                        | 9:08,66  | Agata Balsamová                                                                              | 9:18,96  |
| 10 000 m          | Olga Nazarkinová                                                                | 32:25,74 | Monica Gáma                                                                             | 32:26,41 | Larisa Alexejeva                                                                             | 32:20,53 |
| 100 m překážek    | Ilka Rönischová                                                                 | 13,27    | Julija Filippova                                                                        | 13,36    | Brigita Bukowecová                                                                           | 13,50    |
| 400 m překážek    | Silvia Riegerová                                                                | 56,39    | Anna Čuprina                                                                            | 56,70    | Heike Meissnerová                                                                            | 56,77    |
| Štafeta 4 × 100 m | Francie Florence Roparsová Magalie Simionecková Hélène Duclercková Odiah Sidibé | 44,23    | Západní Německo Melanie Paschkeová Katrin Bartschatová Stefanie Hützová Katja Siedelová | 44,71    | NDR Ilka Rönischová Manuela Derrová Jana Schönenbergerová Andrea Philippová                  | 44,99    |
| Štafeta 4 × 400 m | NDR Manuela Derrová Anja Rückerová Heike Meissnerová Birthe Bruhnsová           | 3:33,38  | Sovětský svaz Jana Manujlova Anna Mironova Natalja Sniga Viktorija Miloserdova          | 3:35,09  | Západní Německo Anke Fellerová Amona-Nicola Schneeweisová Tanja Schnabelová Silvia Riegerová | 3:36,49  |
| Chůze na 5 km     | Katrin Bornová                                                                  | 22:10,59 | Olga Sánchezová                                                                         | 22:20,75 | Fina Compteová                                                                               | 22:53,71 |
| Skok do výšky     | Jelena Jelesinová                                                               | 1,95 m   | Světlana Lavrovová                                                                      | 1,93 m   | Šárka Kašpárková                                                                             | 1,91 m   |
| Skok daleký       | Mirela Belu                                                                     | 6,58 m   | Erica Johanssonová                                                                      | 6,50 m   | Ljudmila Galkinová                                                                           | 6,44 m   |
| Vrh koulí         | Astrid Kumbernussová                                                            | 19,53 m  | Gabriele Völklová                                                                       | 17,19 m  | Renata Bruková                                                                               | 17,18 m  |
| Hod diskem        | Astrid Kumbernussová                                                            | 63,70 m  | Jana Laurenová                                                                          | 62,38 m  | Jacqueline Goormachtinghová                                                                  | 57,02 m  |
| Hod oštěpem       | Karen Forkeloválová                                                             | 70,12 m  | Britta Heydrichová                                                                      | 63,44 m  | Nathalie Teppeová                                                                            | 55,88 m  |
| Sedmiboj          | Taťjana Blokina                                                                 | 6 032    | Beatrice Mauová                                                                         | 5 974    | Marcela Podracká                                                                             | 5 960    |

## Medailové pořadí
| Umístění | Stát                       | Zlato | Stříbro | Bronz | Celkem |
| -------- | -------------------------- | ----- | ------- | ----- | ------ |
| 1.       | NDR                        | 12    | 10      | 3     | 25     |
| 2.       | Sovětský svaz              | 11    | 10      | 10    | 31     |
| 3.       | Západní Německo            | 3     | 2       | 3     | 8      |
| 4.       | Itálie                     | 3     | 1       | 4     | 8      |
| 5.       | Spojené království         | 2     | 5       | 4     | 11     |
| 6.       | Francie                    | 2     | 2       | 1     | 5      |
| 7.       | Švédsko                    | 2     | 1       | 2     | 5      |
| 8.       | Polsko                     | 2     | 1       | 0     | 3      |
| 9.       | Rumunská lidová republika  | 1     | 3       | 0     | 4      |
| 10.      | Španělsko                  | 1     | 2       | 3     | 6      |
| 11.      | SFR Jugoslávie             | 1     | 1       | 1     | 3      |
| 11.      | Finsko                     | 1     | 1       | 1     | 3      |
| 13.      | Portugalsko                | 0     | 1       | 0     | 1      |
| 13.      | Řecko                      | 0     | 1       | 0     | 1      |
| 15.      | Československo             | 0     | 0       | 5     | 5      |
| 16.      | Nizozemsko                 | 0     | 0       | 2     | 2      |
| 17.      | Belgie                     | 0     | 0       | 1     | 1      |
| 17.      | Bulharská lidová republika | 0     | 0       | 1     | 1      |
| Celkem   | Celkem                     | 41    | 41      | 41    | 123    |